# Gonzo
Gonzo (яп. 株式会社ゴンゾ кабусики гайся гондзо) — японская студия аниме, основанная 11 сентября 1992 года бывшими сотрудниками Gainax. «Гонзо» является членом Ассоциации японской анимации. В 1999 году, после объединения с Digimation, носила название Gonzo Digimation. В 2004 году старое название Gonzo было возвращено.
Структура холдинга «GDH»:
- «GDH K.K.»
- «GONZO K.K.»
- «G-creators K.K.»
- «Future Vision Music K.K.»

## История
- Сентябрь 1992 г. — основана компания GONZO Inc.
- Май 1996 г. — основана компания Digimation K.K.
- Май 1999 г. — компания «GONZO Inc.» переименована в GONZO K.K.
- Февраль 2000 г. — объединение обеих компаний в холдинг GDH
- Май 2000 г. — основана компания Creators.com K.K.
- Апрель 2002 г. — GONZO K.K. and Digimation K.K. окончательно сливаются; объединённая компания названа GONZO DIGIMATION K.K..
- Ноябрь 2003 г. — основана компания Future Vision Music K.K.
- Июль 2004 г. — Gonzo Digimation K.K. переименована в GONZO K.K., Creators.com K.K. переименована в G-creators K.K., холдинг GONZO DIGIMATION HOLDING переименован в GDH K.K.

## Работы студии
2018 год
- Calamity of the Zombie Girl
- Space Battleship Tiramisu
- Kakuriyo no Yadomeshi
- Hinomaruzumou
- Conception: Ore no Kodomo wo Undekure!

2017 год
- Akiba's Trip: The Animation
- 18if
- Robomasters The Animated Series

2016 год
- Aokana: Four Rhythm Across the Blue

2015 год
- Seiyu's Life!

2014 год
- Blade & Soul

2013 год
- Dog & Scissors
- Leviathan: The Last Defense
- A Town Where You Live

2012 год
- Ozuma

2011 год
- Nyanpire
- Copihan
- Last Exile: Ginyoku no Fam

2010 год
- Street Fighter IV OVA-2

2009 год
- The Tower of Druaga: the Sword of Uruk
- «Афросамурай: Воскрешение»
- Slap Up Party: Arad Senki
- Saki
- Shangri-La

2008 год
- Rosario + Vampire
- The Tower of Druaga: the Aegis of Uruk
- Blassreiter
- Special A
- Strike Witches (ТВ)
- Rosario+Vampire Capu2
- Kurogane no Linebarrels
- Seto no Hanayome (OVA)

2007 год
- Strike Witches (OVA)
- «Афросамурай»
- Getsumen To Heiki Mina
- «Ангелы Смерти» (OVA)
- Seto no Hanayome (ТВ)
- Romeo x Juliet
- Kiddy Grade: Ignition
- Bokurano
- Kaze no Stigma
- Red Garden: Dead Girls (OVA)
- Dragonaut: The Resonance

2006 год
- «Исток»
- Glass Fleet
- «Клинок ведьм»
- Brave Story
- Welcome to the NHK
- Kaleidostar: Good Da Yo! Goood!!
- Pumpkin Scissors
- Red Garden

2005 год
- Transformers: Cybertron
- Speed Grapher
- «Василиск»
- «Кровь Триединства»
- Solty Rei
- Black Cat
- Kaleidostar: Layla Hamilton Story

2004 год
- Super Heavy God Gravion Zwei
- «Ангелы смерти» (ТВ)
- Gantz
- «7 самураев»
- Kaleidostar: New Wings Extra Stage
- «Пустынная крыса»
- «Граф Монте-Кристо»

2003 год
- Kaleidostar TV
- «Изгнанник»
- Gad Guard
- Peace Maker Kurogane
- «Крестовый поход Хроно»

2002 год
- «Стальная тревога»
- She, The Ultimate Weapon
- Gate Keepers 21
- Battle Fairy Yukikaze
- Macross XX
- Super Heavy God Gravion
- Kiddy Grade (ТВ-1)
- Vandread: Turbulence (OVA)

2001 год
- Vandread: The Movement Change (OVA)
- Samurai Girl
- «Последняя фантазия: Всемогущий»
- «Солдаты будущего»
- «Вандред: Второй уровень» (ТВ)
- «Хеллсинг: Война с нечистью»

2000 год
- Gate Keepers
- «Вандред»

1999 год
- Melty Lancer: The Animation

1998 год
«Последняя субмарина»

## Игры
- 1998 г. — Radiant Silvergun